# Molopanthera
Molopanthera  es un género monotípico de plantas con flores perteneciente a la familia de las rubiáceas. Incluye una sola especie: Molopanthera paniculata Turcz. (1848). Es nativa del este de Brasil.

## Taxonomía
Molopanthera paniculata fue descrita por Porphir Kiril Nicolai Stepanowitsch Turczaninow y publicado en Bulletin de la Société Impériale des Naturalistes de Moscou 21: 581, en el año 1848.
Variedades aceptadas
- Molopanthera paniculata var. burchellii (Hook.f.) K.Schum.
- Molopanthera paniculata var. paniculata

Sinonimia
- Forsteronia panniculata Casar. ex K. Schum.
- Molopanthera panniculata K.Schum. ex Mart.[3]

var. burchellii (Hook.f.) K.Schum.
- Molopanthera burchellii Hook.f.

var. paniculata
- Coffea floribunda Miq.